# Comuna de Sompolno
Sompolno (polaco: Gmina Sompolno) é uma gminy (comuna) na Polónia, na voivodia de Grande Polónia e no condado de Koniński. A sede do condado é a cidade de Sompolno.
De acordo com os censos de 2004, a comuna tem 10 535 habitantes, com uma densidade 76,7 hab/km².

## Área
Estende-se por uma área de 137,36 km², incluindo:
- área agricola: 72%
- área florestal: 11%

## Demografia
Dados de 30 de Junho 2004:
|                      | Total   | Total | Mulheres | Mulheres | Homens  | Homens |
| -------------------- | ------- | ----- | -------- | -------- | ------- | ------ |
|                      | pessoas | %     | pessoas  | %        | pessoas | %      |
| População            | 10 535  | 100   | 5359     | 50,9     | 5176    | 49,1   |
| Densidade (pop./km²) | 76,7    | 100   | 39       | 39       | 37,7    | 37,7   |

De acordo com dados de 2002, o rendimento médio per capita ascendia a 1813,5 zł.

## Subdivisões
- Belny, Biele, Janowice, Kolonia Lipiny, Koszary, Lubstów, Lubstówek, Marcjanki, Marianowo, Mąkolno, Mostki, Nowa Wieś, Ostrówek, Ośno Górne, Przystronie, Racięcice, Sompolinek, Stefanowo, Sycewo, Wierzbie, Zakrzewek.

## Comunas vizinhas
- Babiak, Kramsk, Osiek Mały, Ślesin, Wierzbinek